# 오레가노속
오레가노속은 꿀풀과의 하위 분류군으로 20여 종의 초본 식물과 아관목을 포함하고 있다. 오레가노속 식물은 Coleophora albitarsella와 같은 일부 나비의 먹이식물이다. 주로 유럽과 북아프리카 및 온대 아시아의 개방된 또는 산악 서식지에서 발견된다.

## 일부 종
- 마조람(O. majorana)
- 시리아오레가노(O. syriacum)
- 오레가노(O. vulgare)